# Виноградов, Алексей Петрович
Алексе́й Петро́вич Виногра́дов (28 декабря 1871, Москва, — 28 марта 1938, Ржев) — протоиерей Русской православной церкви, священномученик.
Память священномученика Алексия совершается: 28 марта (день мученической кончины) и 4 февраля (переходящая дата) — Собор новомучеников и исповедников Церкви Русской.

## Жизнеописание
Родился 28 декабря 1871 года в Москве в семье чиновника Святейшего синода Петра Виноградова (позднее стал священником).
В 1897 году окончил курс духовной семинарии, затем три года работал учителем, а в 1900 году был рукоположён во священника. В 1928 году отец Алексий был назначен благочинным, а в 1932 году возведён в сан протоиерея.
В 1937 году он служил в храме в селе Новотроицком Высоковского района Калининской области (ныне Старицкого района Тверской области). 27 ноября отец Алексий был арестован по обвинению в контрреволюционной деятельности среди населения и на следующий день допрошен, но обвинений не признал.
Следователь допросил троих лжесвидетелей: священника и двоих крестьян, которые дали необходимые следствию показания. 5 декабря Алексей Петрович Виноградов был приговорён к заключению в исправительно-трудовом лагере на срок десять лет. До отправки в лагерь он находился в тюрьме в городе Ржеве.
9 февраля 1938 года один из заключённых ржевской тюрьмы, осуждённый за убийство, направил заявление уполномоченному НКВД, в котором писал, что 22 декабря 1937 года он был переведён в камеру № 9, где находились пятьдесят семь человек, осуждённых по 58-й статье Уголовного кодекса РСФСР (антисоветская агитация и пропаганда), и среди них священник Алексий Виноградов, который, несмотря на то, что осуждён по 58-й статье, «до настоящего момента настроен против советской власти, агитирует за то, что придёт время, работники НКВД во главе с наркомом Ежовым будут отвечать за нас… Сталинская конституция является только как написанный документ, и пользы в жизни от неё нет никому».
Началось новое следствие, и на следующий день следователь предъявил уже осуждённому священнику новое обвинение в контрреволюционной пропаганде среди заключённых тюрьмы Ржева. Виноградов виновным себя не признал, но убийца — автор заявления и юноша, воспитанник детского дома, оказавшийся по выходе из детского дома в тюрьме, в своих показаниях следователю оклеветали священника. 10 февраля 1938 года следствие было закончено. 25 марта тройка НКВД приговорила отца Алексия к расстрелу.
Протоиерей Алексий Виноградов был расстрелян 28 марта 1938 года и погребен в общей безвестной могиле.